# Michaëlskapel (Oppenheim)
De Michaëlskapel (Duits: Michaelskapelle) in Oppenheim is een voormalige kerkhofkapel en betreft een van de grootste en best bewaarde knekelhuizen van Duitsland.

## Geschiedenis

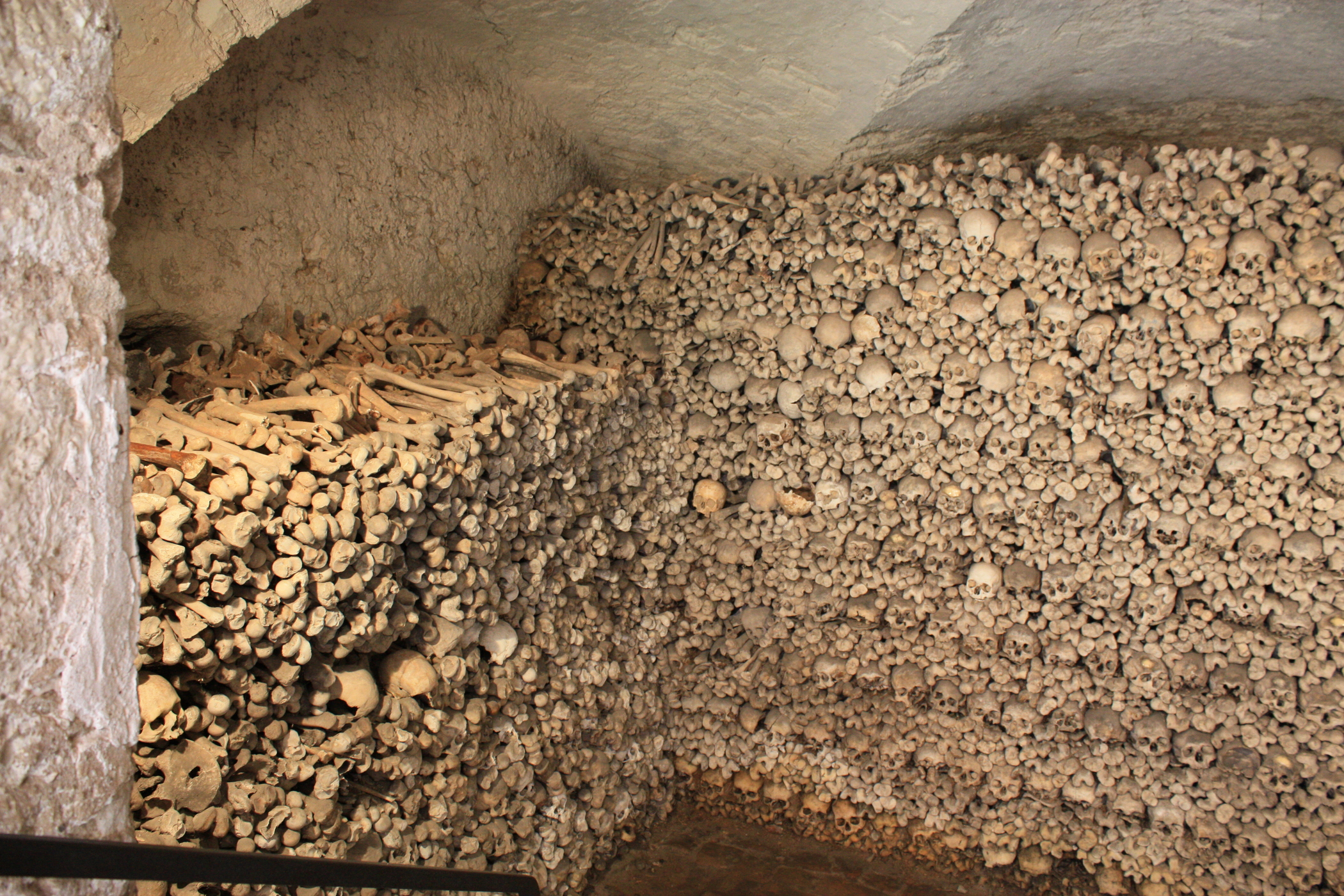
de stapel menselijke resten

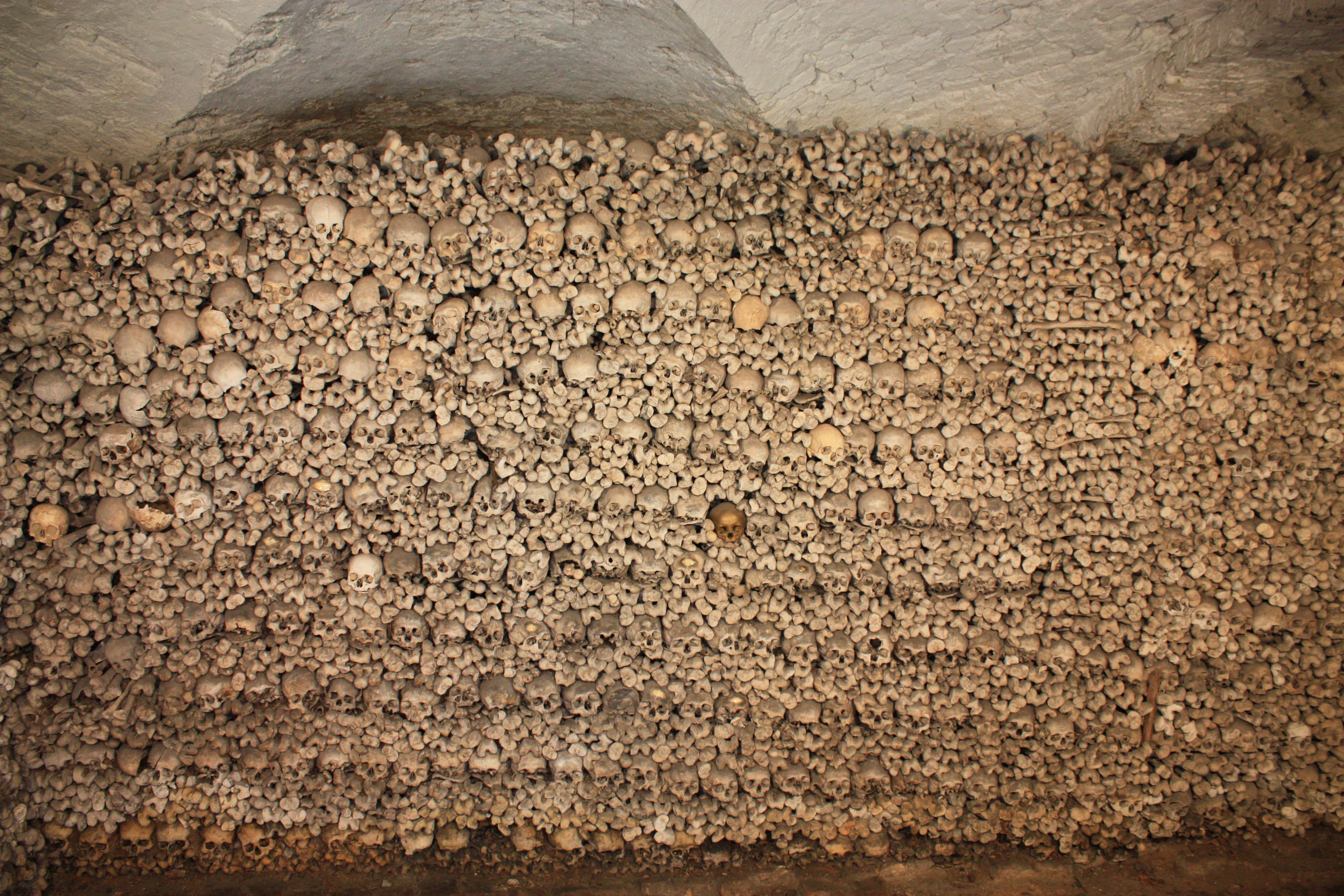
Tussen de knekels in het midden de vergulde schedel

De bij de gotische Catharinakerk gelegen kapel is vernoemd naar de aartsengel Michaël, de beschermer en begeleider van de overleden zielen in het dodenrijk.
Een exacte datering van de bouw van de kapel is niet precies te geven. Vermoed wordt dat er in het begin van de 11e eeuw mee werd begonnen, maar andere bronnen gaan uit van een bouw in de 14e eeuw. Tussen 1400 en 1750 diende de kapel als knekelhuis. In deze periode werden er de resten van circa 20.000 mensen opgeslagen.
Na een rampzalige brand in 1689 bleef de kapel voor een lange periode een ruïne. Herstel volgde pas in 1889 in het kader van de restauratie van de Catharinakerk.

## Toegang
Het ossuarium is niet voor het publiek toegankelijk, maar door een ijzeren hek is er een blik te werpen in het knekelhuis. In het kader van een georganiseerde rondleiding is het gewelf echter wel te bezoeken. 

## Trivia
In het midden van de stapel beenderen bevindt zich een geheel vergulde schedel. Het vergulden vond plaats voor een filmopname. Na het filmen werd de vergulde laag niet meer verwijderd, de schedel betreft echter wel een echte menselijke schedel.     